# Гаплозома обычная
Гаплозома обычная (Haplosoma ordinatum) — вид жуков из монотипичного рода Haplosoma подсемейства Дупляки в составе семейства Пластинчатоусые. Редкий малоизученный вид, эндемик Средней Азии.

## Описание
Длина тела 14 — 26 мм. Тело продолговатое, удлинённое, сверху сильно блестящее. Окраска чёрно-бурая или красно-бурая. Голова маленькая, наличник широко треугольный Голова самца с острым бугорком. У самки без бугорка. Переднеспинка обоих полов без ямки, более или менее выпуклая, гладкая. Переднеспинка самца чуть шире, чем у самки. На границе лба и наличника находится более или менее развитый бугорок. Усики 10-члениковые, с маленькой, 3-членнковой булавой. Средние и задние голени более или менее сильно утолщаются и расширяются к вершинам. Задние бёдра широкие, у переднего края с 1 рядом щетинконосных пор. Передние голени широкие, снаружи имеют 3 острых зубца, разделёнными закруглёнными выемками Надкрылья со слабыми плечевыми буграми, каждое с 4 парами углублённых, точечных полос и ограниченным по всей длине бороздкой, сопровождаемой рядом точек, шовным промежутком. Половой диморфизм не выражен, самки и самцы отличаются строением передних лапок и коготков. Пигидий у самца сильно выпуклый, у самки — плоский.

## Ареал
Вид описан из района Ташкента. Найден в Репетеке, Северном Приаралье, на правом берегу Эмбы (самая северная и западная точка ареала). Связан преимущественно с песчаными почвами. На всем ареале является редким.

## Биология
Голова личинки светло-жёлтая. Последний членик усика длиннее предпоследнего. Личинки развиваются в песке, питаясь корнями растения. Генерация минимум двухгодичная. Жуки встречаются начиная с мая до конца июня (по другим данным лёт продолжается до двух месяцев), активны в сумерках и в ночное время, прилетают к источникам искусственного света. Возможно жуки являются афагами и не питаются, живя за счёт запасов питательных веществ, накопленных личинкой. Образ жизни не изучен.

## Охрана
Занесён в Красную книгу Казахстана.